# Calyptranthes pallens
Calyptranthes pallens är en myrtenväxtart som beskrevs av August Heinrich Rudolf Grisebach. Calyptranthes pallens ingår i släktet Calyptranthes och familjen myrtenväxter.

## Underarter
Arten delas in i följande underarter:
- C. p. mexicana
- C. p. pallens
- C. p. williamsii

## Bildgalleri